# Panocha
La panocha es una comida típica a base de pan. En cada país de Hispanoamérica, al igual que en España y en otras regiones del mundo que tuvieron influencia del Imperio Español, se hace de diferente manera. 
Por otra parte, en español coloquial, en lugares como México, por ejemplo, es una palabra vulgar para referirse a la vulva, un hecho que ha llevado a muchos deliberada y accidentalmente a juegos de palabras.

## Colombia
En El Carmen de Bolívar, al norte de Colombia se hace una masa de pan tostada y hueca. Rellena de un dulce compuesto de azúcar, coco y queso.

## Nuevo México

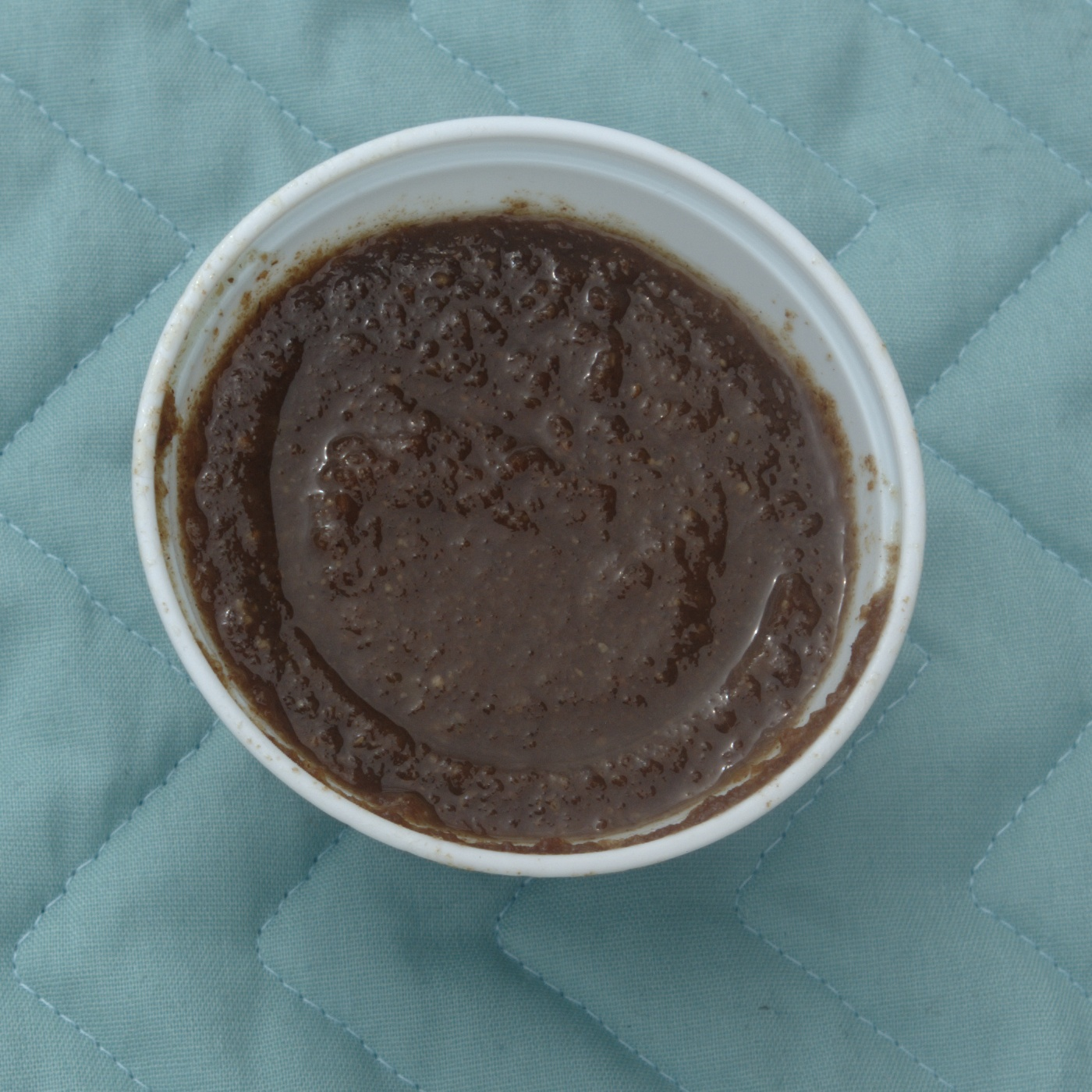
Pequeña porción de panocha en Chimayó, Nuevo México.

En Nuevo México, la panocha es un pan de trigo de forma parecida a la de un bolillo  también a la harina de trigo germinado, se le llama "harina de panocha" o simplemente "panocha".

## Filipinas
En otras regiones, "panocha" puede significar penuche o panuche. En Filipinas significa una especie de azúcar de caña producido por un proceso de molienda en crudo, como la panela.

## España
En algunas regiones de España por ejemplo, Aragón "una panocha de maíz" es una mazorca de maíz.
En otros lugares de España como la Región de Murcia, se denomina panocha a la mazorca de maíz que, tras ser cocinada lentamente con fuego de leña, se le añade limón y sal y queda lista para degustar.  El toque del limón es lo que caracteriza a la panocha de Murcia, y es que los murcianos orgullosos de la Huerta de Murcia rica en frutas y verduras, consideran el limón un aliño fundamental de múltiples comidas. 
Es típico encontrar las panochas en la Feria de Murcia, que tiene lugar en septiembre, y allí, en el Recinto Ferial de la Fama o en el Malecón, podemos encontrar diversos puestos donde se pueden adquirir por un bajo precio.  Otra época donde se consumen las panochas es durante las Fiestas de Primavera que se celebran la semana después de Semana Santa. Durante esta celebración se ponen barracas en las calles de toda la ciudad donde proporcionan comidas y cenas. Estas casetas imitan a las antiguas barracas de los huertanos construidas de paja.
Además, en toda la Región de Murcia encontramos numerosos restaurantes y bares típicos de comida tradicional murciana que se llaman La Panocha. 
Asimismo, también se denomina La Panocha a un sitio emblemático de la Región de Murcia. Se trata de una parte del sistema montañoso de la Cresta del Gallo que, al tener forma de mazorca de maíz o panocha, se conoce popularmente por los aficionados a la escalada como La Panocha. Se trata de un lugar magnífico que te ofrece unas vistas de todo el valle de Murcia y que es perfecto para hacer senderismo o footing; además, La Panocha es todo un referente en el mundo de la escalada. La Panocha es una piedra que se sitúa sobre el mirador de la Cresta del Gallo y cuenta con dos miradores en la parte alta: desde uno de ellos se puede admirar el valle de Murcia y desde el otro, se pueden divisar las grandes sierras que separan el campo de Cartagena de la ciudad de Murcia. Se puede acceder a La Panocha por tres puntos principales: desde Beniaján, atravesando las antiguas fincas de La Tana; otro acceso asciende desde Algezares siguiendo la carretera que sube al Santuario de La Virgen de la Fuensanta y; por último, un camino que sale desde La Alberca y que llega a la carretera del Santuario después de atravesar El Valle.